# 2000 en Suisse
Chronologie de la Suisse
- 1996
- 1997
- 1998
- 1999
- 2000
- 2001
- 2002
- 2003
- 2004

## Gouvernement au 1erjanvier 2000
- Conseil fédéral[1]:
  - Adolf Ogi, (UDC/BE), président de la Confédération
  - Moritz Leuenberger, (PS/ZH), vice-président de la Confédération
  - Kaspar Villiger, (PRD/LU)
  - Pascal Couchepin, (PRD/VS)
  - Joseph Deiss, (PDC/FR)
  - Ruth Dreifuss, (PS/GE)
  - Ruth Metzler-Arnold, (PDC/AI)

## Évènements

### Janvier
Samedi 1er janvier 
- Entrée en vigueur de la nouvelle Constitution fédérale, adoptée le 18 avril 1999.
- L’incendie d’un appartement cause la mort de cinq personnes de la même famille à Vernier.

 Mardi 4 janvier 
- Décès à Boudevilliers, à l’âge de 107 ans, de la féministe Jenny Humbert-Droz.

 Lundi 10 janvier 
- Un avion Saab de la Compagnie suisse Crossair s’écrase près de l’aéroport de Zurich-Kloten, peu après avoir décollé à destination de Dresde. Sept passagers et trois membres d'équipage perdent la vie dans l’accident.
- Démission de Reto Braun, directeur de La Poste. Il quitte l’entreprise pour donner une nouvelle orientation à sa vie professionnelle.

 Vendredi 14 janvier 
- Inauguration d’un carré réservé aux musulmans, disposant de 250 places tournées vers La Mecque, au cimetière de Bremgarten à Berne.

 Vendredi 21 janvier 
- Les CFF annoncent la création d’une filiale chargée d’ouvrir, en partenariat avec Migros et Kiosque SA, une cinquantaine de magasins dans les gares suisses sous l’enseigne d’ avec..

 Mercredi 26 janvier 
- Claude Hauser, directeur de Migros-Genève, succède à Jules Kyburz comme président de l'administration de la Fédération des coopératives Migros

 Jeudi 27 janvier 
- Ouverture du Forum économique mondial de Davos dont l’un des hôtes sera le président des États-Unis, Bill Clinton.

 Samedi 29 janvier 
- Inauguration, à la suite de travaux de rénovation, du Panorama Bourbaki de Lucerne, dont la fresque, peinte en 1881, représente la retraite en Suisse des troupes françaises commandées par le général Bourbaki.

### Février
Mercredi 2 février 
- Le Comité directeur d'Expo.02 nomme Mme Nelly Wenger comme directrice générale. Elle occupait déjà ce poste à titre intérimaire.

 Jeudi 3 février 
- 8000 fonctionnaires cantonaux manifestent dans les rues de Lausanne contre le nouveau statut de la fonction publique.

 Vendredi 4 février 
- Inauguration de l'Institut suisse de spéléologie et de karstologie (ISSKA) à La Chaux-de-Fonds.

 Lundi 14 février 
- Accompagné par quatre de ses coéquipiers de la mission STS-103 de la navette Discovery, l'astronaute suisse Claude Nicollier est reçu au Palais fédéral par les conseillers fédéraux Ruth Dreifuss et Pascal Couchepin.

### Mars
Samedi 4 mars 
- Edmond Kaiser, fondateur du mouvement international d’aide à l’enfance Terre des Hommes, décède en Inde à l’âge de 86 ans.

 Dimanche 12 mars 
- Votations fédérales. Le peuple approuve, par 1 610 107 oui (86,4 %) contre 254 355 non (13,6 %), la réforme de la justice visant à décharger le Tribunal fédéral et à unifier les différentes procédures cantonales civiles et pénales.
- Votations fédérales. Le peuple rejette l'initiative populaire « pour une démocratie directe plus rapide » par 1 336 916 oui (70 %) contre 573 038 non (30 %).
- Votations fédérales. Le peuple rejette l'initiative populaire « pour la protection de l'être humain contre les techniques de reproduction artificielle » par 1 371 372 non (71,8 %) contre 539 795 oui (28,2 %).
- Votations fédérales. Le peuple rejette l'initiative populaire « visant à réduire de moitié le trafic routier motorisé afin de maintenir et d'améliorer des espaces vitaux » par 1 532 518 non (78,7 % ) contre 415 605 oui (21,3 %).
- Votations fédérales. Le peuple rejette l'initiative populaire « pour une représentation équitable des femmes dans les autorités fédérales » par 1 580 859 non (82 %) contre 346 314 oui (18 %).
- Hans Altherr (PRD) est élu nouveau Landammann du canton d'Appenzell Rhodes-Extérieures.
- Carlo Conti (PDC) est élu au gouvernement du canton de Bâle-Ville lors d’une élection partielle.
- Élections cantonales dans le canton de Thurgovie. Les trois conseillers d'État sortants, Hermann Lei (PRD), Roland Eberle (UDC) et Hanspeter Ruprecht (UDC) sont réélus. Les deux nouveaux élus sont Bernhard Koch (PDC) et Claudius Graf-Schelling (PSS).
- Élections cantonales dans le canton d'Uri. Cinq des sept sièges du gouvernement sont repourvus lors du premier tour. Ils seront occupés par Martin Furrer (PDC), Gabi Huber (PRD), Peter Mattli (PRD), Josef Arnold (PDC) et Oskar Epp (PDC).
- Élections cantonales à Schwytz. Seuls deux conseillers d'État Franz Marty (PDC) et Kurt Zibung (PDC) sont élus lors du premier tour.
- Élections cantonales à Saint-Gall. Six conseillers d’États sont élus lors du premier tour : Hans Ulrich Stöckling (PRD), Karin Keller (PRD), Willi Haag (PRD, Peter Schönenberger (PDC), Anton Grüninger (PDC) et Kathrin Hilber (PSS).
- Le corps électoral d'Emmen rejette 19 des 23 demandes de naturalisations soumises au vote populaire. Seules des personnes d'origine italienne sont acceptées, toutes les demandes déposées par des ressortissants des Balkans étant refusées.

### Avril
Samedi 1er avril 
- Pour la quatrième fois de son histoire, le CP Zurich Lions devient champion de Suisse de hockey-sur-glace.

 Mardi 4 avril 
- Décès du journaliste Raoul Riesen à l’âge de 68 ans. Il avait créé la rubrique du Renquilleur dans le quotidien La Suisse.

 Dimanche 16 avril 
- Élections cantonales à Saint-Gall. Josef Keller (PDC) est élu lors du 2e tour de scrutin pour occuper le dernier siège à repourvoir au sein du Gouvernement.
- Élections cantonales à Schwytz. Werner Inderbitzin (PDC), Friedrich Huwyler (PRD), Georg Hess (PDC), Alois Christen (PRD) et Armin Hüppin (PSS) sont élus lors du 2e tour pour occuper les cinq derniers sièges à repourvoir au sein du Gouvernement.
- Élections cantonales à Bâle-Campagne. Adrian Ballmer (PRD) est élu au Gouvernement lors d’une élection partielle.

 Mardi 18 avril 
- Le groupe Coop annonce qu’il étend son activité à la pharmacie en collaboration avec le distributeur Galenica. Il ouvrira 50 magasins proposant des produits de santé et de beauté sous l'enseigne de Coop Vitality.

### Mai
Vendredi 5 mai 
- Inauguration de la Maison du gruyère, une fromagerie de démonstration située à Pringy, dans la commune de Gruyères.

 Samedi 6 mai 
- La Tribune de Genève a choisi Dominique von Burg, journaliste à la Télévision suisse romande, pour succéder à Marco Cattaneo comme rédacteur en chef.
- Lors de la Patrouille des glaciers, l’équipe du Corps des gardes-frontières, formée de Damien Farquet, Emanuel Buchs et Rico Elmer, relie Zermatt à Verbier en 7 heures et 3 minutes, établissant ainsi un nouveau record de l’épreuve.

 Samedi 20 mai 
- Décès aux Bayards, à l’âge de 71 ans, du footballeur Charles Antenen. Il avait porté le maillot de l’équipe de Suisse à 56 reprises.

 Dimanche 21 mai 
- Votations fédérales. Le peuple approuve les Accords bilatéraux entre la Confédération suisse et la Communauté européenne par 1 497 192  (67,2 %) oui  contre 730 854  (22,8 %) non.

 Jeudi 25 mai 
- Inauguration du prolongement de la ligne de chemin de fer Lausanne-Échallens-Bercher (LEB) jusqu'à la place du Flon, à Lausanne. Les travaux, qui ont duré huit ans, ont coûté 115 millions de francs.

### Juin
Samedi 3 juin 
- Le FC Saint-Gall remporte le titre de champion de Suisse de football

 Lundi 5 juin 
- Décès à Genève, dans sa 90e année, de la philosophe Jeanne Hersch.

 Mardi 6 juin 
- Décès au Mouret, à l’âge de 79 ans, de l’écrivain Frédéric Dard.

 Vendredi 16 juin 
- Décès, à l’âge de 86 ans, de l’homme politique et journaliste Olivier Reverdin.

 Mercredi 21 juin 
- Vernissage de l’exposition Vincent van Gogh à la Fondation Pierre Gianadda à Martigny.

 Jeudi 22 juin 
- Le Suisse Oscar Camenzind remporte le Tour de Suisse cycliste.

 Dimanche 25 juin 
- Ouverture à Genève du Forum sur le développement social. 5 000 personnes manifestant pacifiquement contre la mondialisation.

### Juillet
Vendredi 14 juillet 
- Réouverture de la ligne sommitale de la Furka, entre Realp et Gletsch, empruntée désormais par un train à vapeur touristique.

 Dimanche 16 juillet 
- Manifestations commémoratives du bicentenaire du passage des troupes de Napoléon en Valais. La reconstitution historique de scènes de bataille rassemble 5 000 personnes à Martigny.

### Août
Samedi 12 août 
- Le 53e Festival de Locarno décerne son Léopard d'or à "Baba" (Papa), une œuvre du Chinois Wang Shuo, interdite dans son pays.

### Septembre
Samedi 16 septembre 
- Aux Jeux olympiques de Sydney, la Zougoise Brigitte McMahon remporte le titre de championne olympique de triathlon.

 Samedi 23 septembre 
- Inauguration du Centre Dürrenmatt à Neuchâtel. Érigé dans la demeure où vivait Friedrich Dürrenmatt., il se destine à l'étude de l'œuvre écrite et picturale de l'écrivain.

 Dimanche 24 septembre 
- Votations fédérales. Le peuple rejette, l'initiative populaire « pour l'introduction d'un centime solaire » par 1 364 751 (68,2 %) non contre 636 848 (31,8 %) oui, ainsi que le contre-projet et l'article constitutionnel sur une redevance pour l’encouragement des énergies renouvelables, par 1 055 977 (53,4 %) contre 922 481 (46,6 %) oui.
- Votations fédérales. Le peuple rejette, par 1 330 224 (63,8 %) non contre 754 626 (36,2 %) oui l'initiative populaire « pour une réglementation de l'immigration ».
- Votations fédérales. Le peuple rejette, par 1 308 030 (64,9 %) non contre 676 776 (34,1 %) oui l'initiative populaire « pour davantage de droits au peuple grâce au référendum avec contre-proposition ».

 Mardi 26 septembre 
- Deux hélicoptères se percutent en plein vol et s’écrasent sur un terrain de football à Beuson, dans la commune de Nendaz, en Valais. L’accident cause la mort de huit personnes et en blesse quatre grièvement.

### Octobre
Samedi 14 octobre 
- Les intempéries causent la mort de plusieurs personnes et d’importants dégâts matériels en Valais et au Tessin. À Gondo, sur la route du Simplon, un glissement de terrain emporte quatorze personnes, toutes sont décédées.

 Mercredi 18 octobre 
- Adolf Ogi, qui représente l’UDC au Conseil fédéral depuis 13 ans, annonce sa démission.

 Dimanche 22 octobre 
- Élections cantonales à Bâle-Ville. Cinq conseillers d’État sont élus lors du premier tour : Jörg Schild (PRD), Ueli Vischer (PLS), Carlo Conti (PDC), Christoph Eymann (PLS) et Ralph Lewin (PSS).

 Vendredi 27 octobre 
- Inauguration du Musée romain de Vallon, dans le canton de Fribourg. Érigé sur un site archéologique, il présente notamment deux mosaïques exceptionnelles.

### Novembre
Vendredi 3 novembre 
- Le brasseur danois Carlsberg reprend Feldschlösschen, la première entreprise de boissons de Suisse.

 Samedi 4 novembre 
- 20 000 personnes manifestent à Berne pour revendiquer une hausse des salaires, la pleine compensation du renchérissement et la retraite dès 62 ans. Elles répondent à l’appel de l’Union syndicale suisse.

 Samedi 11 novembre 
- Manifestation œcuménique sur la place Fédérale à Berne. 4000 chrétiens prient et manifestent contre la perte des valeurs de la société et contre les tendances radicales.

 Jeudi 16 novembre 
- Inauguration du tunnel routier des gorges du Seyon, sur la route Neuchâtel-La Chaux-de-Fonds.

 Dimanche 26 novembre 
- Votations fédérales. Le peuple rejette, par 1 160 475 (61,0 %) non contre 755 503 (29,0 %) oui, l’initiative populaire « pour un assouplissement de l'AVS - contre le relèvement de l'âge de la retraite des femmes ».
- Votations fédérales. Le peuple rejette, par 1 038 563 (54,0 %) non contre 885 636 (36,0 %) oui, l'initiative populaire « pour une retraite à la carte dès 62 ans, tant pour les femmes que pour les hommes ».
- Votations fédérales. Le peuple rejette, par 1 198 688 (62,0 %) non contre 722 982 (38,0 %) oui, l'initiative populaire « Économiser dans l'armée et la défense générale - pour davantage de paix et d'emplois d'avenir ».
- Votations fédérales. Le peuple rejette, par 1 573 059 (82,0 %) non contre 344 213 (18,0 %) oui, l'initiative populaire « pour des coûts hospitaliers moins élevés ».
- Votations fédérales. Le peuple accepte, par 1 256 249 (67,0 %) oui contre 620 719 (33,0 %) non, la loi fédérale sur le personnel de la Confédération.
- Élections cantonales à Bâle-Ville. Barabara Schneider (PSS) et Hans Martin Tschudi (PDS) sont élus lors du 2e tour pour occuper les deux derniers sièges à repourvoir au sein du Gouvernement.
- Élections cantonales en Argovie. Roland Brogli (PDC), Rainer Huber (PDC), Kurt Wernli (sans parti), Peter C. Beyeler (PRD) et Ernst Hasler (UDC) sont élus au Gouvernement.

### Décembre
Vendredi 1er décembre 
- Recensement fédéral de la population. La Suisse compte 7 288 010 habitants.

 Mercredi 6 décembre 
- Le Bernois Samuel Schmid (UDC) est élu au Conseil fédéral pour succéder à Adolf Ogi.

 Mardi 12 décembre 
- La rupture d’une conduite forcée d’EOS emporte des chalets à Fey, dans la région de Nendaz. Trois personnes trouvent la mort.

 Dimanche 17 décembre 
- Décès à Zurich, à l’âge de 93 ans, du compositeur et chef d’orchestre Erich Schmid.

 Mardi 26 décembre 
- Décès, à Zurich, l’âge de 57 ans, de David de Pury, diplomate et coprésident du groupe Asea Brown Boveri.